# Spoorlijn Tanjung Aru - Tenom
De North Borneo Railway is een spoorlijn met een stoomtrein in het noorden van Borneo in de deelstaat Sabah van Maleisië.
De spoorlijn is 134 km lang en gaat van Tanjung Aru, dicht bij Kota Kinabalu naar Tenom, in de Interior Division.

## Route

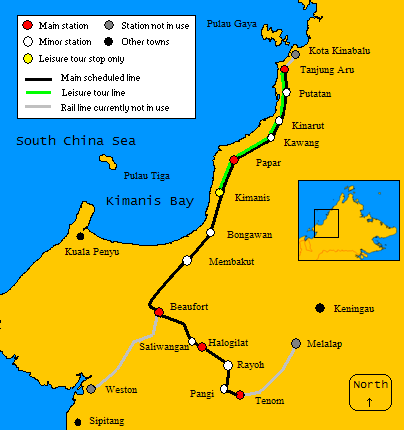
Sabah State Railway

De route tegenwoordig bestaat uit:
(Hoofdstations zijn vetgedrukt).
- Tanjung Aru
- Putatan
- Kinarut
- Kawang
- Papar
- Bongawan
- Membakut
- Beaufort
- Saliwangan
- Halogilat
- Rayoh
- Pangi
- Tenom